# Nörder-Knackåstjärnen
Nörder-Knackåstjärnen är en sjö i Bräcke kommun i Jämtland och ingår i Ljungans huvudavrinningsområde. Sjön har en area på 0,213 kvadratkilometer och ligger 377,1 meter över havet. Sjön avvattnas av vattendraget Knackåsbäcken.

## Delavrinningsområde
Nörder-Knackåstjärnen ingår i det delavrinningsområde (699054-148563) som SMHI kallar för Utloppet av Nörder-Knackåstjärnen. Medelhöjden är 421 meter över havet och ytan är 5,62 kvadratkilometer. Det finns inga avrinningsområden uppströms utan avrinningsområdet är högsta punkten. Knackåsbäcken som avvattnar avrinningsområdet har biflödesordning 5, vilket innebär att vattnet flödar genom totalt 5 vattendrag innan det når havet efter 186 kilometer. Avrinningsområdet består mestadels av skog (80 procent). Avrinningsområdet har 0,17 kvadratkilometer vattenytor vilket ger det en sjöprocent på 3 procent.